# Morte di Brian Wells
La morte di Brian Douglas Wells avvenne il 28 agosto 2003 a Erie, in Pennsylvania (Stati Uniti), durante una rapina a mano armata conclusasi con l'esplosione di un ordigno fissato al collo dell’uomo. L'episodio, noto in Italia come "caso del pizzabomber"  o negli USA come  "caso della bomba a collare", ha avuto ampia risonanza mediatica ed è stato definito dall'FBI come "uno dei crimini più complessi e bizzarri nella storia investigativa dell’agenzia".
L’inchiesta, condotta dall’FBI in collaborazione con l’ATF e la polizia dello Stato della Pennsylvania, ha portato nel 2007 all'incriminazione di Marjorie Diehl-Armstrong e Kenneth Barnes, successivamente condannati per aver ideato la rapina con fini omicidiari. La trama criminale aveva come obiettivo l’uccisione del padre di Diehl-Armstrong per ottenerne l’eredità. Altri due individui, William Rothstein e Floyd Stockton, furono coinvolti: il primo morì prima di essere formalmente accusato; il secondo fu testimone chiave in cambio dell’immunità.
Il coinvolgimento di Brian Wells rimane oggetto di controversia. Secondo l'FBI, egli avrebbe preso parte volontariamente alla rapina, credendo però che l'ordigno fosse falso. La famiglia e alcuni conoscenti sostengono invece che fu costretto sotto minaccia. Il caso è stato oggetto di numerose ricostruzioni giornalistiche e documentaristiche, tra cui la serie Evil Genius distribuita da Netflix nel 2018.

## Il piano criminale
Tre pregiudicati, Marjorie Diehl-Armstrong, Kenneth Barnes e William Rothstein idearono un piano criminale per ottenere denaro da destinare all’omicidio del padre di Diehl-Armstrong. Quest’ultima soffriva di disturbi mentali, inclusi disturbo bipolare e tendenze compulsive. Era già stata assolta per un omicidio nel 1984 e coinvolta in altre morti sospette.  Barnes, tossicodipendente ed ex tecnico televisivo, accettò di compiere l’omicidio dietro compenso. 
Secondo la ricostruzione giudiziaria, i tre individuarono nel fattorino Brian Douglas Wells il tramite con cui effettuare la rapina senza impegnarsi in prima persona. Quest'ultimo nacque il 15 novembre 1956 a Warren, Pennsylvania, e visse a Erie, città nella quale lavorò per oltre dieci anni come fattorino presso la pizzeria Mama Mia’s. Lasciò la scuola a 16 anni per dedicarsi a lavori manuali, e fu descritto da alcuni conoscenti come una persona semplice e infantile.
Le autorità ritennero che Wells fosse stato messo a conoscenza del piano e che fosse stato ingannato solo sulla pericolosità dell’ordigno che indossava: alcuni testimoni, infatti, lo avrebbero visto nella casa di Rothstein il giorno prima della rapina. Al contrario amici e familiari sostennero che Wells fosse stato costretto con la forza a compiere il crimine: Jessica Hoopsick, una conoscente, ammise nel 2018 di aver fatto il nome di Wells ai cospiratori in cambio di denaro e droga, e dichiarò che egli non era a conoscenza del progetto criminale.

## La''caccia al tesoro'', la rapina e la morte

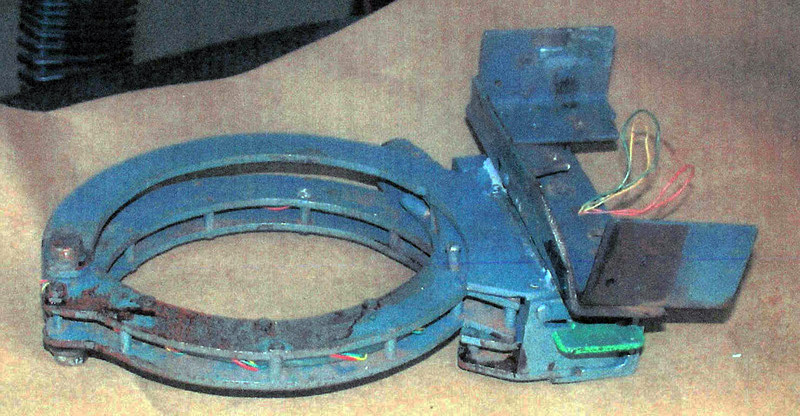
Dispositivo a forma di collare indossato da Wells

All'interno dell’automobile di Brian Wells, la polizia rinvenne un plico di nove pagine contenente dettagliate istruzioni manoscritte, rivolte a un presunto “ostaggio con bomba”. I documenti delineavano un percorso a tappe, strutturato come una vera e propria caccia al tesoro, il cui completamento avrebbe permesso — secondo quanto affermato nel testo — di disinnescare l’ordigno esplosivo che aveva al collo. Le istruzioni ordinavano a Wells di rapinare la banca e, successivamente, di intraprendere una serie di compiti sequenziali, ciascuno associato al reperimento di una chiave necessaria per ritardare la detonazione e, infine, disattivare il collare-bomba.Le istruzioni erano dettagliate, scandite da orari precisi, e corredate da disegni, avvertimenti e minacce. L’ultima pagina conteneva una frase scritta in caratteri maiuscoli e sottolineata: “AGISCI ORA, PENSA DOPO O MORIRAI!”, chiaro segnale dell’intimidazione psicologica subita da Wells.
Le forze dell’ordine tentarono in seguito di ricostruire il percorso indicato, ma non furono in grado di completarlo nei tempi previsti. L’analisi del contenuto e della logica del gioco portò gli investigatori alla conclusione che la sequenza fosse stata progettata per risultare irrealizzabile, rendendo così inevitabile la morte di Wells. La caccia al tesoro, apparentemente pensata per dare una possibilità di salvezza, fu interpretata come un espediente manipolatorio ideato per dare credibilità al racconto dell’“ostaggio forzato”, rafforzando la messa in scena e assicurando l’eliminazione del testimone principale. 

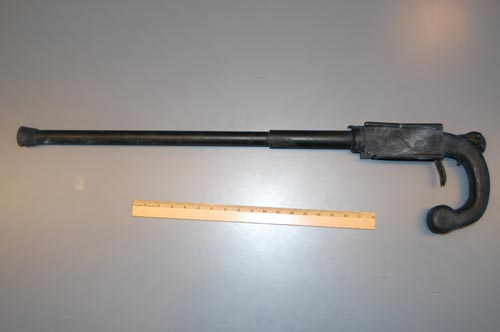
Il fucile camuffato da bastone utilizzato da Wells

La bomba consisteva in un collare metallico con timer da cucina, cariche esplosive e componenti ingannevoli come fili elettrici e un cellulare giocattolo, progettata per essere complessa da disinnescare. Il 28 agosto 2003 la pizzeria in cui lavorava ricevette un ordine e Wells fu inviato a consegnare due pizze in un luogo isolato, nei pressi di una torretta, dove fu costretto a indossare l’ordigno: secondo chi ipotizza un coinvolgimento di Wells nel piano, egli invece lo indossò volontariamente ma inconsapevole che si trattasse di una vera bomba.
Intorno alle 14:30 Weels entrò in una filiale della PNC Bank con il collare esplosivo e un fucile camuffato come bastone. Consegnò un biglietto chiedendo 250.000 dollari. Ne ricevette solo 8.700 dollari poiché era il massimo disponibile nelle casse in quel momento e ottenibile nei tempi previsti dalla 'caccia al tesoro': fu quindi visto allontanarsi apparentemente calmo. Nel frattempo il personale della banca aveva già allertato le forze dell'ordine: poco dopo la rapina, Wells fu arrestato e dichiarò di essere stato costretto da sconosciuti. La polizia attese l'arrivo degli artificieri, ma la bomba esplose alle 15:18, uccidendolo sul colpo.

## Sviluppi giudiziari
Barnes fu condannato nel 2008 dopo essersi dichiarato colpevole. Diehl-Armstrong fu riconosciuta idonea al processo nel 2010 e condannata all’ergastolo nel 2011. Entrambi morirono in carcere.

## Impatto mediatico
Il caso ricevette vasta attenzione da parte dei media statunitensi. Fu trattato da riviste come Wired, programmi televisivi e documentari. Nel 2012 fu pubblicato il libro Pizza Bomber e nel 2018 la miniserie Evil Genius.
Il film commedia 30 Minutes or Less (2011) fu criticato per le sue somiglianze con il caso, sebbene gli autori abbiano negato qualsiasi collegamento diretto.